# Odontomyia cinctilinea
Odontomyia cinctilinea är en tvåvingeart som först beskrevs av Walker 1862.  Odontomyia cinctilinea ingår i släktet Odontomyia och familjen vapenflugor. Inga underarter finns listade i Catalogue of Life.